# Mogoro
Mogoro ist eine italienische Gemeinde (comune) mit 3869 Einwohnern (Stand 31. Dezember 2023) in der Provinz Oristano auf Sardinien. Die Gemeinde liegt etwa 35 Kilometer von Oristano am Parco Geominerario Storico ed Ambientale della Sardegna. Mogoro grenzt unmittelbar an die Provinz Sud Sardegna.

## Verkehr
Mit einem Bahnhof liegt die Gemeinde an der Bahnstrecke Cagliari–Golfo Aranci Marittima. Durch die Gemeinde führt die Strada Statale 131 Carlo Felice.

## Trivia
1604 kam es zum Wunder von Mogoro. Bei der Eucharistie erschienen, ließen zwei Sünder der Überlieferung nach die Hostien fallen, die im Stein Abdrücke hinterließen.